# Kunvald
Kunvald (in tedesco Kunwald) è un comune mercato della Repubblica Ceca facente parte del distretto di Ústí nad Orlicí, nella regione di Pardubice.